# ぴーすおぶけーき
『ぴーすおぶけーき』は、2022年10月26日から12月14日まで日本テレビで放送されたテレビドラマ。
テレビドラマと舞台の連動企画であり、2023年1月に天王洲 銀河劇場にて舞台版を上演。

## キャスト

### 主要人物
- 下田くん（下田公太） - 基俊介（IMPACTors / ジャニーズJr.）
- 中村氏（中村直） - 佐々木美玲（日向坂46）
- 上原先輩（上原則助） - 落合モトキ
- 管理人さん（衛藤六郎） - 酒井敏也

### ゲスト
第1話
- 一ノ瀬望 - 前原滉

第2話
- 二葉和希 - 堀田茜（第3話 - 第5話・第8話）
- 松浦佐知子

第3話
- 三吉麗奈 - 横溝菜帆

第4話
- 四谷空 - 徳永ゆうき
- 鈴樹志保（第5話）

第5話
- 五木清 - 篠原悠伸
- 謎の人（理事長） - 吉田ウーロン太（第6話 - 第8話）
- 後藤天悟 - 柊木陽太

第6話
- 六車夜 - 芳村宗治郎
- 名栗津々良丸吉 - 植村颯太

第8話
- 高田翔（声の出演）

## スタッフ
- 脚本 - 宮本武史
- 監督 - 西村了、保母海里風、長尾くみこ
- 音楽 - 牧戸太郎
- オープニングテーマ - いゔどっと「ブロードウェイ」
- 主題歌 - もさを。「ハレルヤ」
- プロデューサー - 横沢宏和、伊藤裕史
- 企画・プロデュース - 横山祐子
- 制作 - 南波昌人、永井英樹
- 制作協力 - UNITED PRODUCTIONS
- 製作著作 - 日本テレビ、日テレ アックスオン

## 放送日程
| 話数  | 放送日   | サブタイトル                    | 監督       |
| ----- | -------- | ------------------------------- | ---------- |
| 第1話 | 10月26日 | お悩み相談#1 夢がありません     | 西村了     |
| 第2話 | 11月2日  | お悩み相談#2 ダラケ虫です       | 西村了     |
| 第3話 | 11月9日  | お悩み相談#3 臆病です           | 西村了     |
| 第4話 | 11月16日 | お悩み相談#4 優柔不断です       | 保母海里風 |
| 第5話 | 11月23日 | お悩み相談#5 友だちがいません   | 保母海里風 |
| 第6話 | 11月29日 | お悩み相談#6 嫉妬しちゃいます   | 長尾くみこ |
| 第7話 | 12月6日  | お悩み相談#7 居場所がありません | 西村了     |
| 第8話 | 12月13日 | お悩み相談#8 悩みが尽きません   | 西村了     |

## 放送局
| 放送期間                  | 放送時間      | 放送局         | 対象地域   | 備考   |
| ------------------------- | ------------- | -------------- | ---------- | ------ |
| 2022年10月25日 - 12月13日 | 25:29 - 25:59 | 日本テレビ     | 関東広域圏 | 製作局 |
| 2023年1月1日 - 2日        | 26:29 - 28:29 | 静岡第一テレビ | 静岡県     |        |
| 2023年1月11日 - 3月1日    | 26:22 - 26:52 | 中京テレビ     | 中京広域圏 |        |

## 舞台
2023年1月20日から29日にかけて、天王洲 銀河劇場にて舞台版を上演。

### キャスト
- 下田くん（下田公太）：基俊介（IMPACTors / ジャニーズJr.）
- 中村氏（中村直）：佐々木美玲（日向坂46）
- 上原先輩（上原則助）：落合モトキ
- 松平くん（松平雅彦）：高田翔
- 梅林さん（梅林博）：谷川昭一朗
- 竹野内さん（竹野内公子）：花柳のぞみ
- ハマデさん（ハマデビナミ）：石川翔鈴
- 管理人さん（衛藤六郎）：酒井敏也

### スタッフ
- 脚本：宮本武史
- 演出：西村了
- 音楽：牧戸太郎
- 演出助手：長谷川景
- 映像：ワタナベカズキ
- 音響：吉田綾香
- 照明：大波多秀起
- ヘアメイク：箕輪亜希乃
- 衣装：御手洗優
- 舞台美術：乗峯雅寛
- 技術監督：寅川英司
- 舞台監督：佐光望
- 演出部：横川奈保子、竹内万奈、岡田新
- ヘアメイクアシスタント：村山七虹
- 小道具：翁長聖菜、須田はづき
- 大道具：Carps
- 照明操作：山岡葵、松本伸一郎、鈴木佳世
- 音響操作：菅本雅宏、中村友海
- 映像制作：松尾祐樹
- 稽古場代役：岡幸太、下牧勇斗、藤綾近
- 音響協力：カムストック
- 映像機材協力：AVC映像センター
- 衣装協力

DOT・TAILOR、アイトス、Bshop、TIGRE BROCANTE、PATRICK、MAISON SPECIAL、OTONA、RETRO GIRL、ems excite
GRAPEFRUIT MOON、SmallChange、BIG TIME、Top of the Hill
- 制作：高橋戦車
- 制作助手：及川晴日
- 宣伝：ELECTRO99
- 票券：ローソンチケット
- 運営：ファンファーレ
- 制作協力：unicos
- 音楽協力：穐山仁美
- ビジュアルデザイン：FILM
- ビジュアルフォトグラファー：山崎伸康
- WEB制作：鈴木小織
- WEBデザイン：品田すずみ
- グッズ制作：アイ・エヌ・ジー
- キャラクターデザイン：ちとる
- アーティストマネジメント

ジャニーズ事務所、Seed&Flower LLC、イトーカンパニー、阪口京子事務所、エー・プラス、ノックアウト、プラチナムプロダクション
- 主題歌：「ハレルヤ」もさを。
- オープニング：「ブロードウェイ」いゔどっと
- 協賛：ローソンエンタテインメント
- プロデューサー：梅澤宏和、伊藤裕史、木口洋介
- 企画・プロデュース：横山祐子
- 製作：日テレアックスオン、日本テレビ放送網